# لا بول إسكوبلاك
لا بول إسكوبلاك، (بالإنجليزية: La Baule-Escoublac)‏، يشار إليها باسم لا بول، وهي (بلدية) في قسم لوار أتلانتيك في غرب فرنسا.

## توأمة
للا بول إسكوبلاك اتفاقيات توأمة مع كل من:
- كورفو
- هومبورغ

## معرض صور

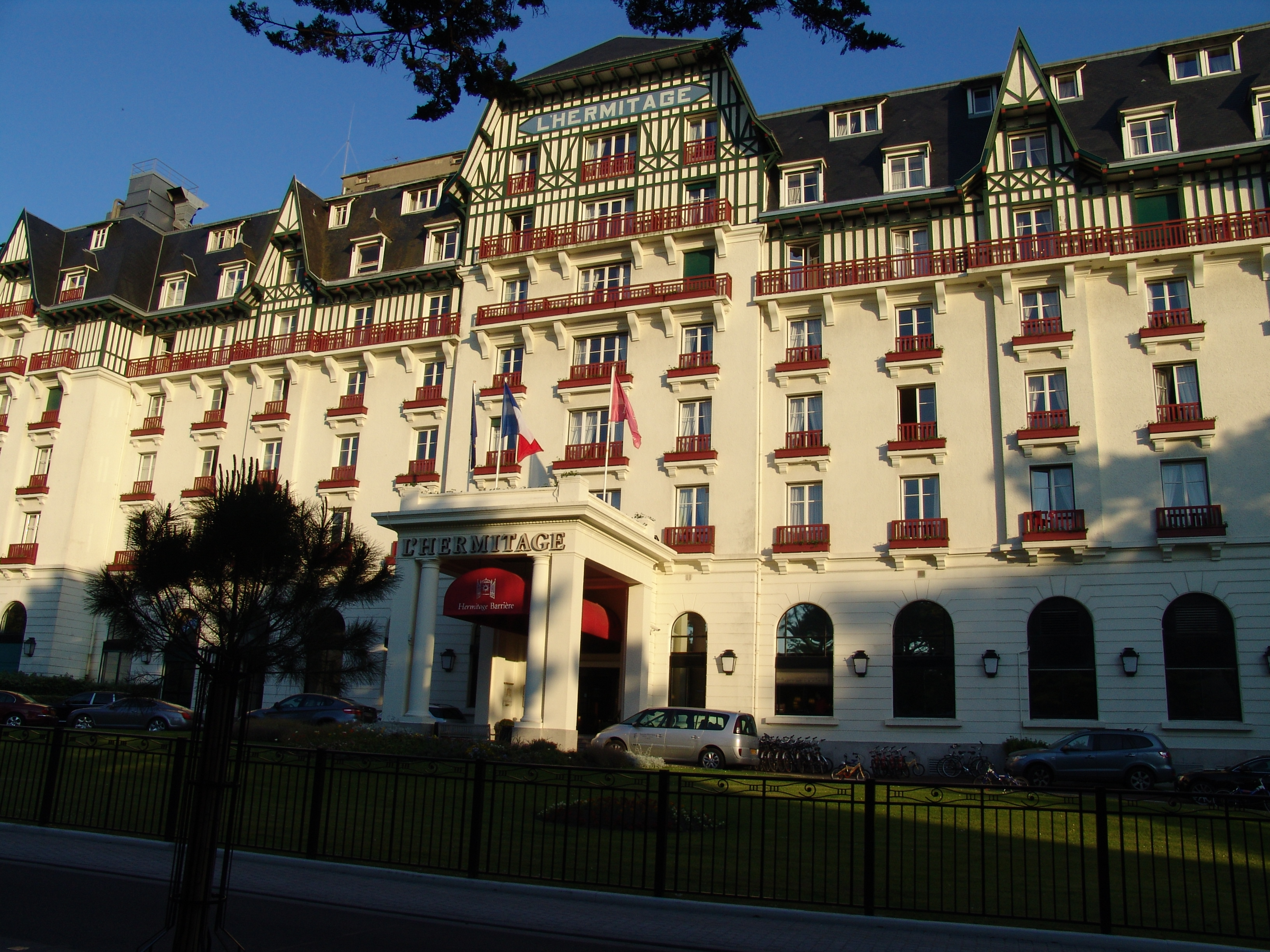
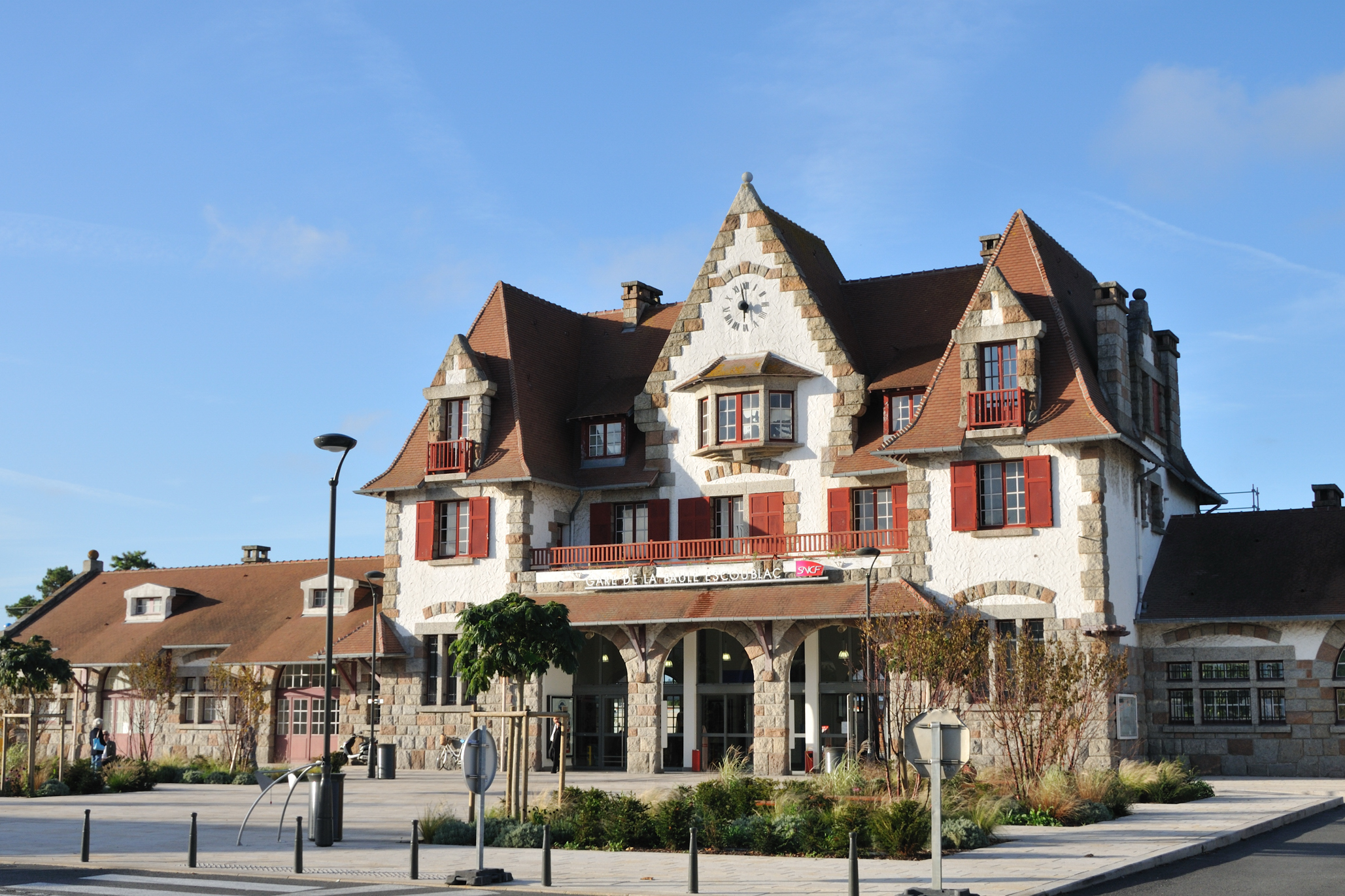
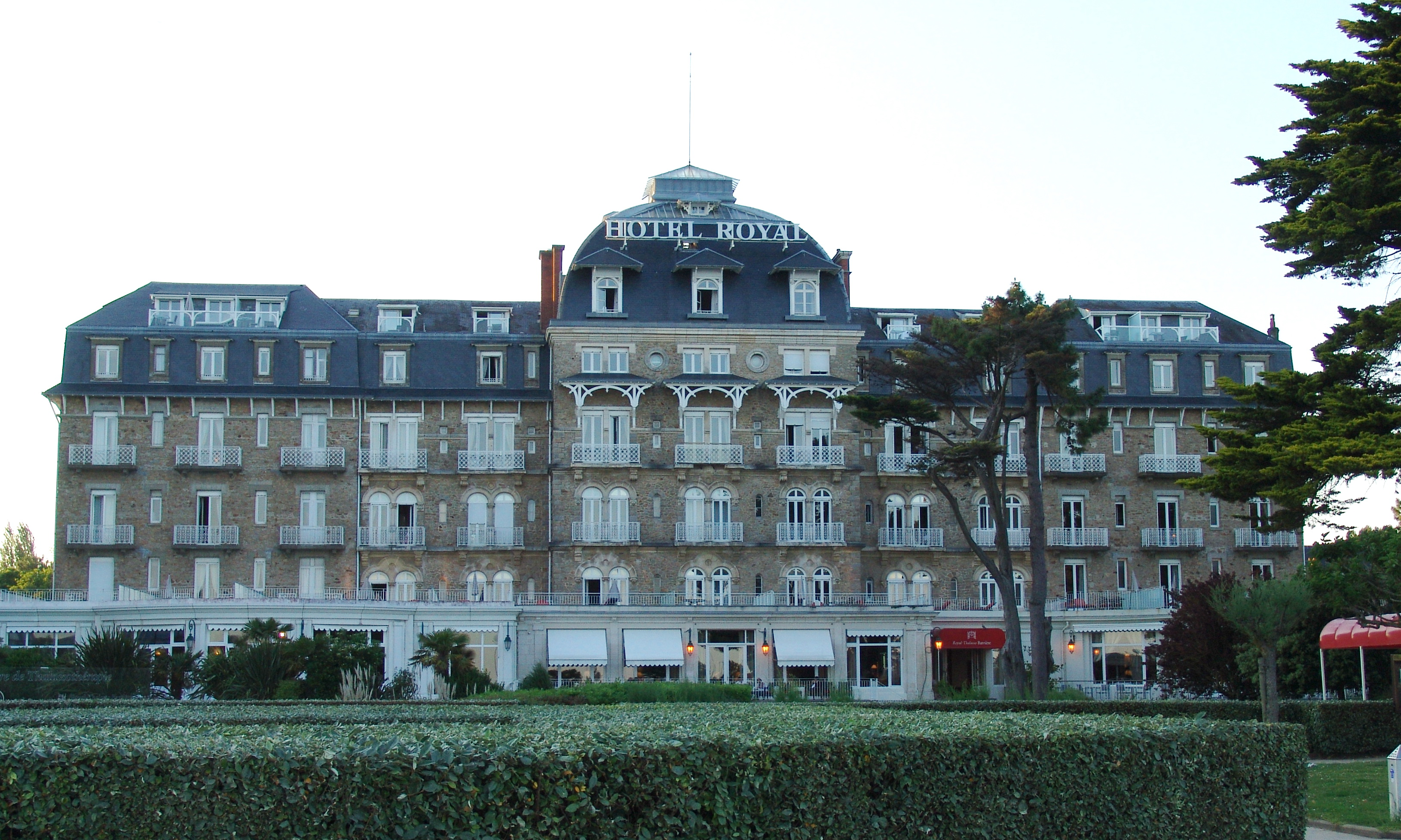
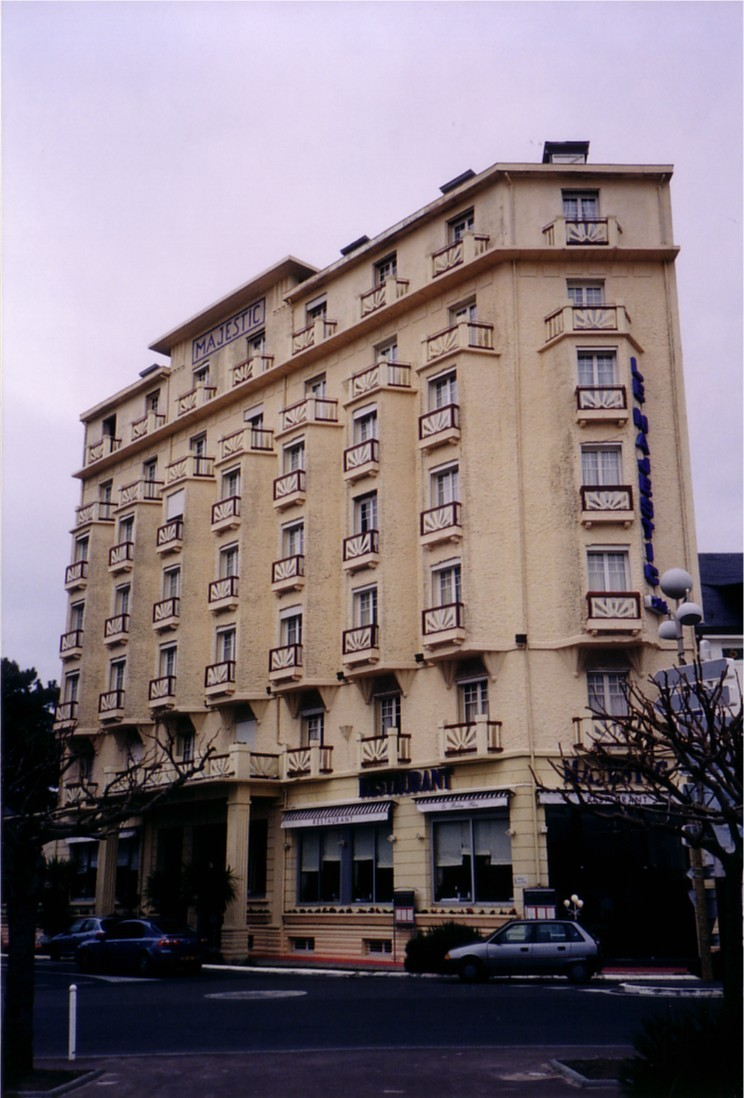
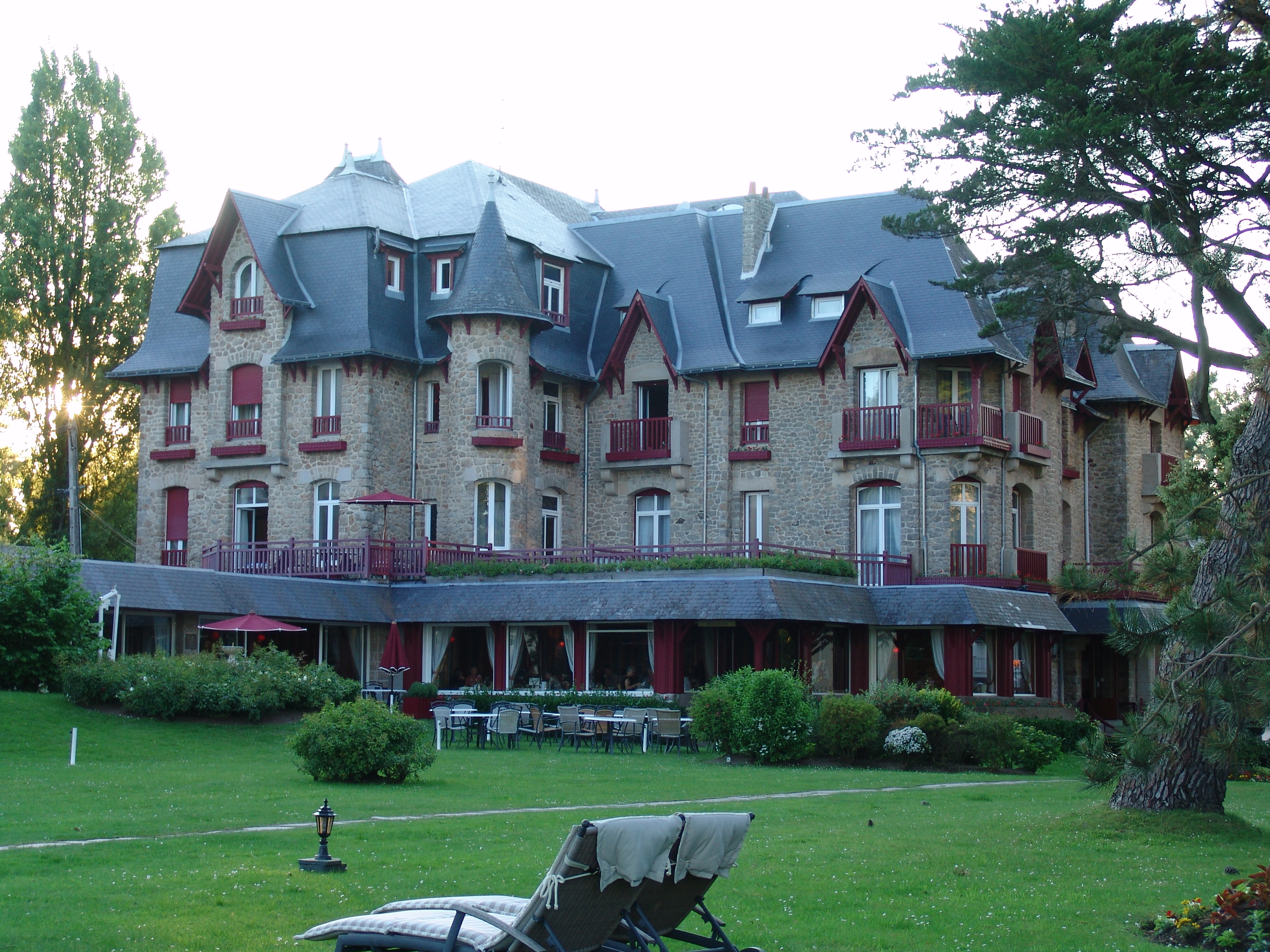
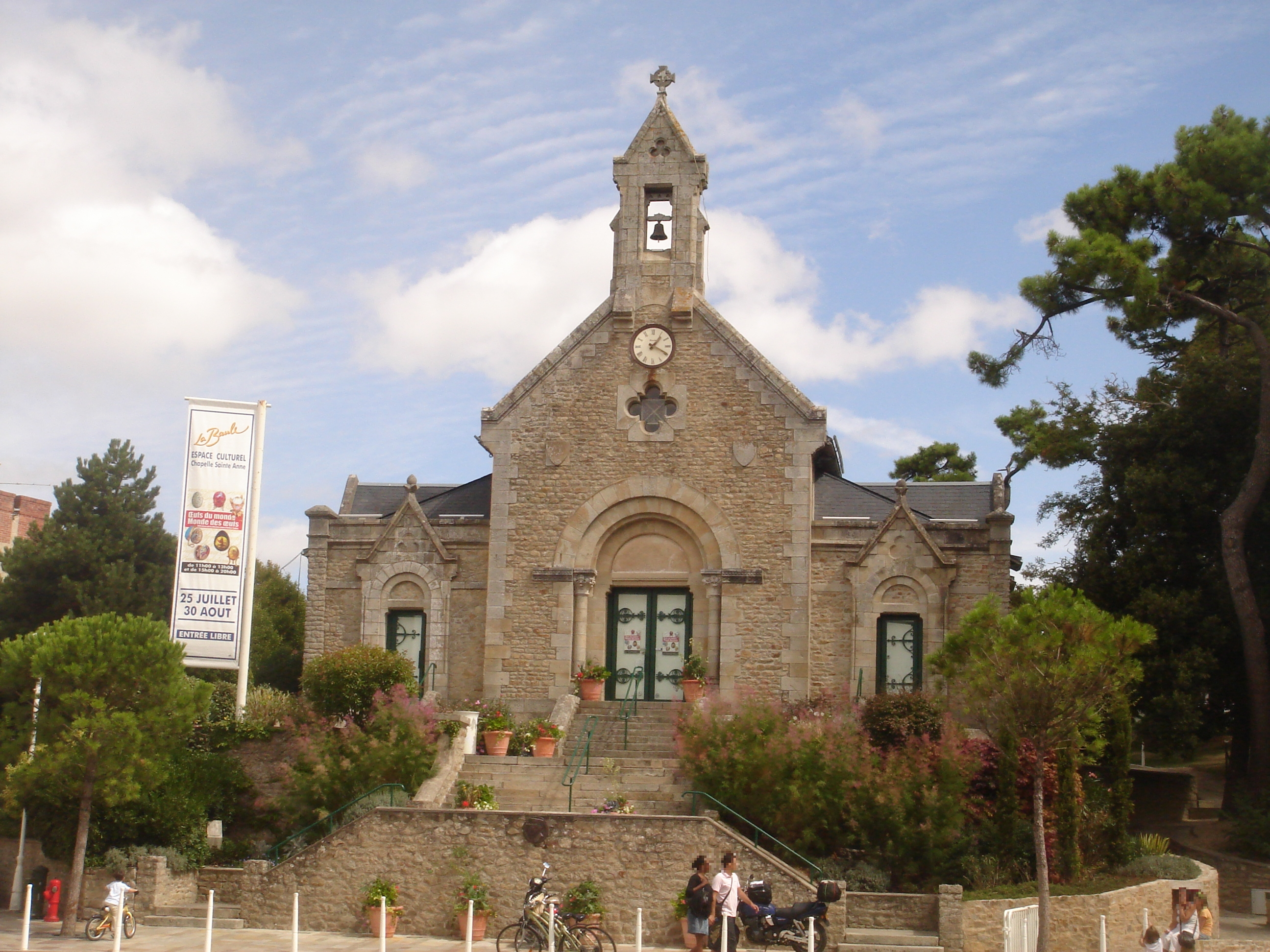

## أعلام
- كلود لوكاس
- جان لراي